# 北川静二
北川 静二（きたがわ せいじ、男性、1910年2月9日 - 1997年4月19日）は、日本のフィギュアスケート選手（シングル）。指導者。滋賀県出身。1935年全日本フィギュアスケート選手権優勝。

## 経歴
八幡商業学校卒。銀行勤務の傍らフィギュアを始め、1933年関西フィギュアスケート選手権大会で優勝。
1935年度の第7回全日本選手権では、前回王者・片山敏一のガルミッシュパルテンキルヒェンオリンピック参加による欠場はあったものの、見事優勝を果たす。
また、妻の政子をパートナーに、日本アイスダンスの草分けとしても知られた。
戦後は京都府スケート連盟初代会長・日本スケート連盟理事・国際公認審判員などを務める傍ら、政子とともに後進育成に尽力する。
1974年には西日本中小学生競技会の開催を実現させるなど、京都・関西のフィギュアスケート界の発展に尽くした功績は大きく、死去した1997年から同競技会では「北川奨励杯」が有望な若手選手に贈られている。

## 主な戦績
| 大会/年      | 1935-36 |
| ------------ | ------- |
| 全日本選手権 | 1       |